# Too (álbum de S.O.S. Band)
Too é o segundo álbum da banda The S.O.S. Band lançado pela Tabu em 1981. O álbum foi produzido por  Sigidi.

## História
O álbum atingiu o número 30 na parada R&B albums. Também alcançou o número 117 na Billboard 200. O álbum rendeu dois singles que entraram na parada Billboard R&B, "Do It Now (Part 1)" e "You". Atingiram os números 15 e 64 respectivamente. O álbum foi remasterizado digitalmente e relançado em CD com faixas bônus em 2013 pela Demon Music Group.

## Faixas
| Lado um |                              |         |  |
| N.º     | Título                       | Duração |  |
| 1.      | "It's a Long Way to the Top" | 4:12    |  |
| 2.      | "Do It Now"                  | 7:03    |  |
| 3.      | "There Is No Limit"          | 5:15    |  |
| 4.      | "You"                        | 4:21    |  |

| Lado dois |                                        |         |  |
| N.º       | Título                                 | Duração |  |
| 5.        | "Stay"                                 | 4:31    |  |
| 6.        | "Are You Ready?"                       | 5:01    |  |
| 7.        | "Do You Know Where Your Children Are?" | 3:30    |  |
| 8.        | "For the Brothers That Ain't Here"     | 4:23    |  |
| 9.        | "Unborn Child"                         | 3:45    |  |

| faixas bônus remasterizadas em 2013 |                                      |         |  |
| N.º                                 | Título                               | Duração |  |
| 10.                                 | "Do It Now" (Long Version)           | 7:07    |  |
| 11.                                 | "Do It Now" (Part 1)                 | 4:03    |  |
| 12.                                 | "Do It Now" (Part 1 - Short Version) | 3:22    |  |
| 13.                                 | "Do It Now" (Part 2)                 | 3:58    |  |
| 14.                                 | "You" (Long Version)                 | 5:55    |  |
| 15.                                 | "There Is No Limit" (Long Version)   | 6:17    |  |

## Músicos
The S.O.S. Band
- Jason Bryant – teclados, vocais
- Billy Ellis – saxofone, vocais
- John Alexander Simpson – baixo, vocais
- Mary Davis – vocais, percussão
- James Earl Jones – bateria, vocais
- W. Sonny Killebrew – saxofone, flauta, vocais
- Bruno Speight guitar, vocais
- Abdul Ra'oof – trompete, trombone, vocais

Músicos adicionais
- Travis Biggs – teclados, flauta, harpa
- Fred Wesley – trombone
- Darryl "Munyungo" Jackson – percussão
- David Majal Li – alto saxofone
- Rhonghea Southern – guitarra, background vocals
- Phyllis "Penny" Wanzo, Rosalyn Sweeper, Fredi Grace, Keith Rawls – background vocals
- Ben Picone, William Henderson – cordas

## Produção
- Sigidi – produtor
- Clarence Avant – produtor executivo
- Steve Williams – engenheiro chefe
- Les Horn;  engenheiro assistente
- Fred Wesley – sopro e arranjos de cordas
- Joe Q. Hall, Scott Skidmore, Sabrina Buchanek, Peter Damski, Les Horn, Greg Webster, Richard Wells, Mark Ettle, Tony Chiappa, Louis Summers, Les Cooper, Mitch Gibson – engenheiros assistentes
- Steve Marcussen – masterização
- Art Sims, 11:24 Design – direção de arte
- Don Miller – fotografia (capa)
- David Randale – fotografia (contracapa)
- Nick Fasciano – escultura do logo

## Paradas
| Parada (1981)               | Pico |
| --------------------------- | ---- |
| U.S. Billboard Top LPs      | 117  |
| U.S. Billboard Top Soul LPs | 30   |

Singles
| Ano  | Single               | US R&B |
| ---- | -------------------- | ------ |
| 1981 | "Do It Now (Part 1)" | 15     |
| 1981 | "You"                | 64     |